# AFCアジアカップ1976
AFCアジアカップ1976は、第6回目のAFCアジアカップであり、アジア各国の代表チームによって争われるサッカーの大会である。本大会は、1976年6月3日から同年6月13日にかけて行われ、イランが優勝を決めた。

## 出場国
予選についてはAFCアジアカップ1976 (予選)を参照。
- イラン (開催国)　3大会連続3度目
- 中国　初出場
- マレーシア　初出場
- クウェート　2大会連続2度目
- イラク　2大会連続2度目
- 南イエメン　初出場

※北朝鮮・サウジアラビア・タイも予選を勝ち抜いて本大会出場権を獲得していたが、出場を辞退した。

## 本大会

### 1組
1976年6月3日
| クウェート | 2 - 0 | マレーシア |

1976年6月5日
| クウェート | 1 - 0 | 中国 |

1976年6月7日
| 中国 | 1 - 1 | マレーシア |

### 最終結果
|            | 点 | 試 | 勝 | 分 | 負 | 得 | 失 |
| ---------- | -- | -- | -- | -- | -- | -- | -- |
| クウェート | 4  | 2  | 2  | 0  | 0  | 3  | 0  |
| 中国       | 1  | 2  | 0  | 1  | 1  | 1  | 2  |
| マレーシア | 1  | 2  | 0  | 1  | 1  | 1  | 3  |

### 2組
1976年6月3日
| イラン | 8 - 0 | 南イエメン |

1976年6月5日
| イラク | 1 - 0 | 南イエメン |

1976年6月7日
| イラン | 2 - 0 | イラク |

### 最終結果
|            | 点 | 試 | 勝 | 分 | 負 | 得 | 失 |
| ---------- | -- | -- | -- | -- | -- | -- | -- |
| イラン     | 4  | 2  | 2  | 0  | 0  | 10 | 0  |
| イラク     | 2  | 2  | 1  | 0  | 1  | 1  | 2  |
| 南イエメン | 0  | 2  | 0  | 0  | 2  | 0  | 9  |

### 準決勝
1976年6月10日
| イラン | 2 - 0 | 中国 |

| クウェート | 3 - 2 | イラク |

### 3位決定戦
1976年6月12日
| 中国 | 1 - 0 | イラク |

### 決勝
1976年6月13日
| イラン | 1 - 0 | クウェート |

## 最終結果
| AFCアジアカップ1976優勝国 |
| ------------------------- |
| · イラン · 3大会連続3度目 |